# Rhomborista mianta
Rhomborista mianta là một loài bướm đêm trong họ Geometridae.